# Anderson Luiz de Carvalho
Anderson Luiz de Carvalho, noto come Nenê (San Paolo, 19 luglio 1981), è un calciatore brasiliano con passaporto spagnolo, attaccante della Juventude.

## Carriera
Esterno sinistro, gioca nel Paulista Jundiaí fino al 2001, anno in cui passa al Palmeiras. Nel 2002 viene acquistato dal Santos.
Nel 2003 si trasferisce in Spagna, al Maiorca. Nella stagione successiva viene ceduto al Deportivo Alavés, squadra di Segunda División con cui segna 21 gol in due campionati.
Il 25 luglio 2006 viene acquistato dal Celta de Vigo per 4,5 milioni di euro più il cartellino di Toni Moral.

### Monaco e il prestito all'Espanyol
Nella stagione 2007-2008 va a giocare in Ligue 1, nel Monaco, mentre nell'estate del 2008 torna in prestito Spagna, all'Espanyol. A fine stagione torna al Monaco.

### Paris Saint-Germain
Nel 2010 viene ceduto al Paris Saint-Germain per 5 milioni di euro, con cui disputa tre stagioni. In tutto disputa 112 partite e segna 48 gol.
Nella stagione 2011-12 si laurea capocannoniere della Ligue 1 con 21 reti, ad ex aequo con Olivier Giroud del Montpellier.

### Al-Gharafa
Nel 2013 viene acquistato dalla compagine qatariota dell'Al-Gharafa.
Il 21 marzo 2013 è protagonista di uno spiacevole episodio, durante la partita di campionato tra Al-Arabi e Al-Gharafa: dopo un lungo battibecco nel finale di gara, sferra un pugno sulla tempia di Houssine Kharja, innescando una rissa tra le due squadre. Il 26 marzo seguente viene squalificato per nove giornate.
Complessivamente gioca 50 partite e segna 22 gol.

### West Ham
Il 18 febbraio 2015 firma un contratto di sei mesi con gli inglesi del West Ham. Il 28 febbraio fa il suo esordio con la nuova maglia, nella sconfitta per 1-3 contro il Crystal Palace, subentrando ad Alexandre Song al 61º minuto di gioco.

### Vasco da Gama
Il 5 agosto 2015 firma un contratto con il Vasco da Gama.

### San Paolo
Il 29 gennaio 2018 viene ufficializzato il trasferimento a titolo definitivo al San Paolo.

### Fluminense
Il 16 luglio 2019 si trasferisce a parametro zero alla Fluminense, con cui firma un contratto valido fino al 31 dicembre 2020.

## Statistiche

### Presenze e reti nei club
Statistiche aggiornate al 25 luglio 2025.
| Stagione                   | Squadra                    | Campionato                 | Campionato | Campionato | Coppe nazionali | Coppe nazionali | Coppe nazionali | Coppe continentali | Coppe continentali | Coppe continentali | Altre coppe | Altre coppe | Altre coppe | Totale | Totale |
| Stagione                   | Squadra                    | Comp                       | Pres       | Reti       | Comp            | Pres            | Reti            | Comp               | Pres               | Reti               | Comp        | Pres        | Reti        | Pres   | Reti   |
| -------------------------- | -------------------------- | -------------------------- | ---------- | ---------- | --------------- | --------------- | --------------- | ------------------ | ------------------ | ------------------ | ----------- | ----------- | ----------- | ------ | ------ |
| 2000                       | Paulista                   | A2/SP+A                    | 14++?      | 8++?       |                 | -               | -               | -                  | -                  | -                  |             | -           | -           | 14+    | 8+     |
| 2001                       | Paulista                   | A2/SP+C                    | 27+?       | 2+?        |                 | -               | -               | -                  | -                  | -                  |             | -           | -           | 27+    | 2+     |
| gen.- mag. 2002            | Paulista                   | B                          | 0          | 0          |                 | -               | -               | -                  | -                  | -                  | RSP         | 14          | 6           | 14     | 6      |
| Totale Paulista            | Totale Paulista            | Totale Paulista            | 41++?      | 10++?      |                 | -               | -               |                    | -                  | -                  |             | 14          | 6           | 55+    | 16+    |
| mag.- dic. 2002            | Palmeiras                  | ScP+A                      | 1+24       | 1+5        | CB              | 0               | 0               | -                  | -                  | -                  | CC          | 5           | 2           | 30     | 8      |
| gen.- set. 2003            | Santos                     | A1/SP+A                    | 3+25       | 0+8        |                 | -               | -               | CL+CS              | 12+1               | 3+0                | -           | -           | -           | 41     | 11     |
| 2003-2004                  | Mallorca                   | PD                         | 29         | 2          | CR              | 2               | 0               | CU                 | 6                  | 0                  | -           | -           | -           | 37     | 2      |
| 2004-2005                  | Alavés                     | SD                         | 40         | 12         | CR              | 0               | 0               | -                  | -                  | -                  | -           | -           | -           | 40     | 12     |
| 2005-2006                  | Alavés                     | PD                         | 38         | 9          | CR              | 0               | 0               | -                  | -                  | -                  | -           | -           | -           | 38     | 9      |
| Totale Deportivo Alavés    | Totale Deportivo Alavés    | Totale Deportivo Alavés    | 78         | 21         |                 | 0               | 0               |                    | -                  | -                  |             | -           | -           | 78     | 21     |
| 2006-2007                  | Celta de Vigo              | PD                         | 38         | 8          | CR              | 1               | 0               | CU                 | 9                  | 1                  | -           | -           | -           | 48     | 9      |
| 2007-2008                  | Monaco                     | L1                         | 28         | 5          | CF+CdL          | 1+2             | 1+2             | -                  | -                  | -                  | -           | -           | -           | 31     | 8      |
| ago. 2008                  | Monaco                     | L1                         | 1          | 0          | CF+CdL          | -               | -               | -                  | -                  | -                  | -           | -           | -           | 1      | 0      |
| 2008-2009                  | Espanyol                   | PD                         | 35         | 4          | CR              | 4               | 0               | -                  | -                  | -                  | -           | -           | -           | 39     | 4      |
| 2009-2010                  | Monaco                     | L1                         | 34         | 14         | CF+CdL          | 6+1             | 1+0             | -                  | -                  | -                  | -           | -           | -           | 41     | 15     |
| Totale Monaco              | Totale Monaco              | Totale Monaco              | 63         | 19         |                 | 10              | 4               |                    | -                  | -                  |             | -           | -           | 73     | 23     |
| 2010-2011                  | Paris Saint-Germain        | L1                         | 35         | 14         | CF+CdL          | 5+1             | 2+0             | UCL                | 9                  | 4                  | SF          | 1           | 0           | 51     | 20     |
| 2011-2012                  | Paris Saint-Germain        | L1                         | 35         | 21         | CF+CdL          | 4+1             | 4+0             | UCL                | 7                  | 2                  | -           | -           | -           | 47     | 27     |
| 2012-gen. 2013             | Paris Saint-Germain        | L1                         | 9          | 1          | CF+CdL          | 0+1             | 0               | UCL                | 4                  | 0                  | -           | -           | -           | 14     | 1      |
| Totale Paris Saint-Germain | Totale Paris Saint-Germain | Totale Paris Saint-Germain | 79         | 36         |                 | 12              | 6               |                    | 20                 | 6                  |             | 1           | 0           | 112    | 48     |
| gen.-giu. 2013             | Al-Gharafa                 | SL                         | 6          | 3          | QSC+EQC         | 1+0             | 1+0             | AFC                | 7                  | 2                  | -           | -           | -           | 14     | 6      |
| 2013-2014                  | Al-Gharafa                 | SL                         | 23         | 10         | QSC+EQC         | 3+1             | 0+1             | -                  | -                  | -                  | -           | -           | -           | 27     | 11     |
| 2014-gen. 2015             | Al-Gharafa                 | SL                         | 14         | 7          | EQC             | 0               | 0               | -                  | -                  | -                  | -           | -           | -           | 14     | 7      |
| Totale Al-Gharafa          | Totale Al-Gharafa          | Totale Al-Gharafa          | 43         | 20         |                 | 4+1             | 1+1             |                    | 7                  | 2                  |             | -           | -           | 55     | 24     |
| feb.-giu. 2015             | West Ham Utd               | PL                         | 8          | 0          | FACup+CdL       | 0               | 0               | -                  | -                  | -                  | -           | -           | -           | 8      | 0      |
| ago.-dic. 2015             | Vasco da Gama              | A1/RJ+A                    | 0+20       | 0+9        | CB              | 3               | 0               | -                  | -                  | -                  | -           | -           | -           | 23     | 9      |
| 2016                       | Vasco da Gama              | A1/RJ+B                    | 17+31      | 7+13       | CB              | 7               | 1               | -                  | -                  | -                  | -           | -           | -           | 55     | 21     |
| 2017                       | Vasco da Gama              | A1/RJ+A                    | 15+31      | 3+5        | CB              | 3               | 3               | -                  | -                  | -                  | -           | -           | -           | 49     | 11     |
| gen. 2018                  | Vasco da Gama              | A1/RJ+A                    | 2+0        | 1+0        | CB              | -               | -               | CL                 | -                  | -                  | -           | -           | -           | 2      | 1      |
| 2018                       | San Paolo                  | A1/SP+A                    | 12+35      | 2+8        | CB              | 4               | 2               | CS                 | 4                  | 0                  | -           | -           | -           | 55     | 12     |
| gen. -giu.2019             | San Paolo                  | A1/SP+A                    | 11+2       | 0          | CB              | 2               | 0               | CL                 | 2                  | 0                  | -           | -           | -           | 17     | 0      |
| Totale San Paolo           | Totale San Paolo           | Totale San Paolo           | 23+37      | 2+8        |                 | 6               | 2               |                    | 6                  | 0                  |             | -           | -           | 72     | 12     |
| giu. -dic.2019             | Fluminense                 | A1/RJ+A                    | 0+25       | 3          | CB              | -               | -               | CS                 | 2                  | 0                  | -           | -           | -           | 27     | 3      |
| 2020                       | Fluminense                 | A1/RJ+A                    | 13+31      | 6+8        | CB              | 6               | 6               | CS                 | 2                  | 0                  | -           | -           | -           | 52     | 20     |
| gen. -set.2021             | Fluminense                 | A1/RJ+A                    | 7+15       | 1+1        | CB              | 5               | 1               | CL                 | 10                 | 2                  | -           | -           | -           | 37     | 5      |
| Totale Fluminense          | Totale Fluminense          | Totale Fluminense          | 20+71      | 7+12       |                 | 11              | 7               |                    | 14                 | 2                  |             | -           | -           | 116    | 28     |
| set.-dic. 2021             | Vasco da Gama              | A1/RJ+B                    | 0+14       | 4          | CB              | -               | -               | -                  | -                  | -                  | -           | -           | -           | 14     | 4      |
| 2022                       | Vasco da Gama              | A1/RJ+B                    | 10+33      | 5+7        | CB              | 2               | 0               | -                  | -                  | -                  | -           | -           | -           | 45     | 12     |
| gen. -mar.2023             | Vasco da Gama              | A1/RJ+A                    | 9+0        | 1+0        | CB              | 2               | 1               | -                  | -                  | -                  | -           | -           | -           | 11     | 2      |
| Totale Vasco da Gama       | Totale Vasco da Gama       | Totale Vasco da Gama       | 58+123     | 17+38      |                 | 17              | 5               |                    | -                  | -                  |             | -           | -           | 199    | 60     |
| apr. -dic.2023             | Juventude                  | PD/RS+B                    | 0+28       | 0+7        | -               | -               | -               | -                  | -                  | -                  | -           | -           | -           | 28     | 7      |
| 2024                       | Juventude                  | PD/RS+A                    | 5+28       | 0+3        | CB              | 3               | 0               | -                  | -                  | -                  | -           | -           | -           | 36     | 3      |
| 2025                       | Juventude                  | PD/RS+A                    | 6+8        | 0+0        | CB              | 1               | 0               | -                  | -                  | -                  | -           | -           | -           | 15     | 0      |
| Totale Juventude           | Totale Juventude           | Totale Juventude           | 11+64      | 0+10       |                 | 4               | 0               |                    | -                  | -                  |             | -           | -           | 79     | 10     |
| Totale carriera            | Totale carriera            | Totale carriera            | 875+       | 228+       |                 | 68              | 25              |                    | 75                 | 14                 |             | 20          | 8           | 1038+  | 275+   |

## Palmarès

### Club

#### Competizioni statali
- Campionato Paulista Serie A2: 1

Paulista: 2001
- Campionato Carioca: 2

Vasco da Gama: 2015, 2016
- Taça Guanabara: 1

Vasco da Gama: 2016
- Taça Rio: 1

Fluminense: 2020

#### Competizioni nazionali
- Campeonato Brasileiro Série C: 1

Paulista: 2001
- Campionato brasiliano: 1

Santos: 2002

### Individuale
- Capocannoniere della Ligue 1: 1

2011-2012 (21 gol, assieme a Olivier Giroud)
- Miglior giocatore del Campionato Carioca: 1

2016